# Acura CSX
Acura CSX — компактный автомобиль, выпускавшийся с 2005 по 2011 год подразделением Acura компании Honda. Как и Acura EL, CSX продавался только в Канаде и производился в Аллистоне, Онтарио, Канада. В 2013 году преемником CSX стал ILX, продававшийся как в США, так и в Канаде. 

## Описание
Продажи Acura CSX начались в ноябре 2005 года в трёх комплектациях: Touring (базовая модель), Premium и Premium + Navi. Стандартные функции комплектации Touring: 16-дюймовые легкосплавные колёсные диски, антиблокировочная система, боковые подушки безопасности и шторки безопасности, кожаное рулевое колесо с аудиоуправлением, подрулевые лепестки для моделей с АКПП, зеркала с подогревом и встроенными поворотниками, аудиосистема с 6 динамиками и проигрывателем CD/MP3/WMA, автоматический климат-контроль, круиз-контроль, хромированные дверные ручки и раздельные складывающиеся задние сиденья в соотношении 60/40. Ключевые дополнения в комплектации Premium — высокоинтенсивные разрядные фары, кожаная обивка, подогрев передних сидений, люк с электроприводом и CD-чейнджер на 6 дисков. В комплектацию Premium + Navi дополнительно входят двуязычная голосовая навигационная система, элементы управления на рулевом колесе с подсветкой и цифровой считыватель аудиокарт. 
В 2007 модельном году в аудиосистему был добавлен вспомогательный входной разъём. К 2008 модельному году автомобили Acura CSX имели кожаную обивку, систему контроля давления в шинах, косметические зеркала с подсветкой и систему стабилизации (VSA). Комплектация Premium, переименованная в Technology, включала в себя газоразрядные фары высокой интенсивности, противотуманные фары, спутниковое радио XM с антенной, установленной на крыше, стереосистему премиум-класса и двуязычную голосовую навигационную систему. 
В 2009 году Acura CSX прошёл рестайлинг. Рестайлинговые версии Acura CSX имеют фирменную радиаторную решётку Power Plenum, чёрные часы, восьмиугольные задние фонари, переработанные передний бампер и противотуманные фары, а также 17-дюймовые легкосплавные колёсные диски. Новые функции: аудиосвязь USB во всех моделях и беспроводная связь Bluetooth без помощи рук в комплектациях Technology и Type-S. В 2010 году базовая модель была снята с производства, а комплектация Technology была переименована в «iTech». 
В 2011 году комплектация Type-S была снята с производства. Таким образом, автомобили Acura CSX выпускались в двух комплектациях: Base и iTech. Цвета: Crystal Black Pearl, Alabaster Silver Metallic, Polished Metal Metallic и Taffeta White. 

Несмотря на то, что Acura CSX считался самым продаваемым автомобилем в модельном ряду Acura Canada с 2006 по 2007 год и в конце 2009 — начале 2010 года, было объявлено, что после 2011 модельного года CSX будет снят с производства. В 2013 модельном году преемником CSX стал ILX. 

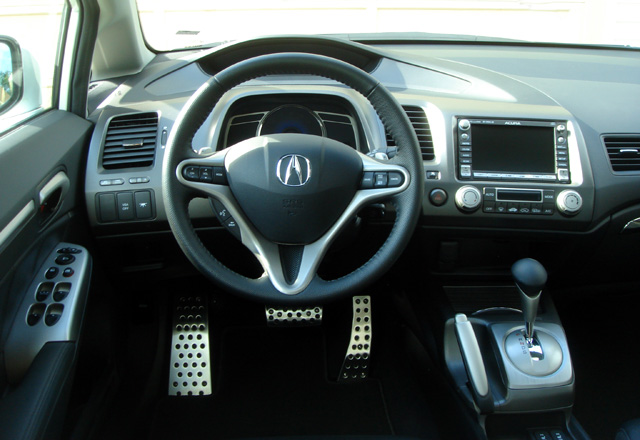
Интерьер
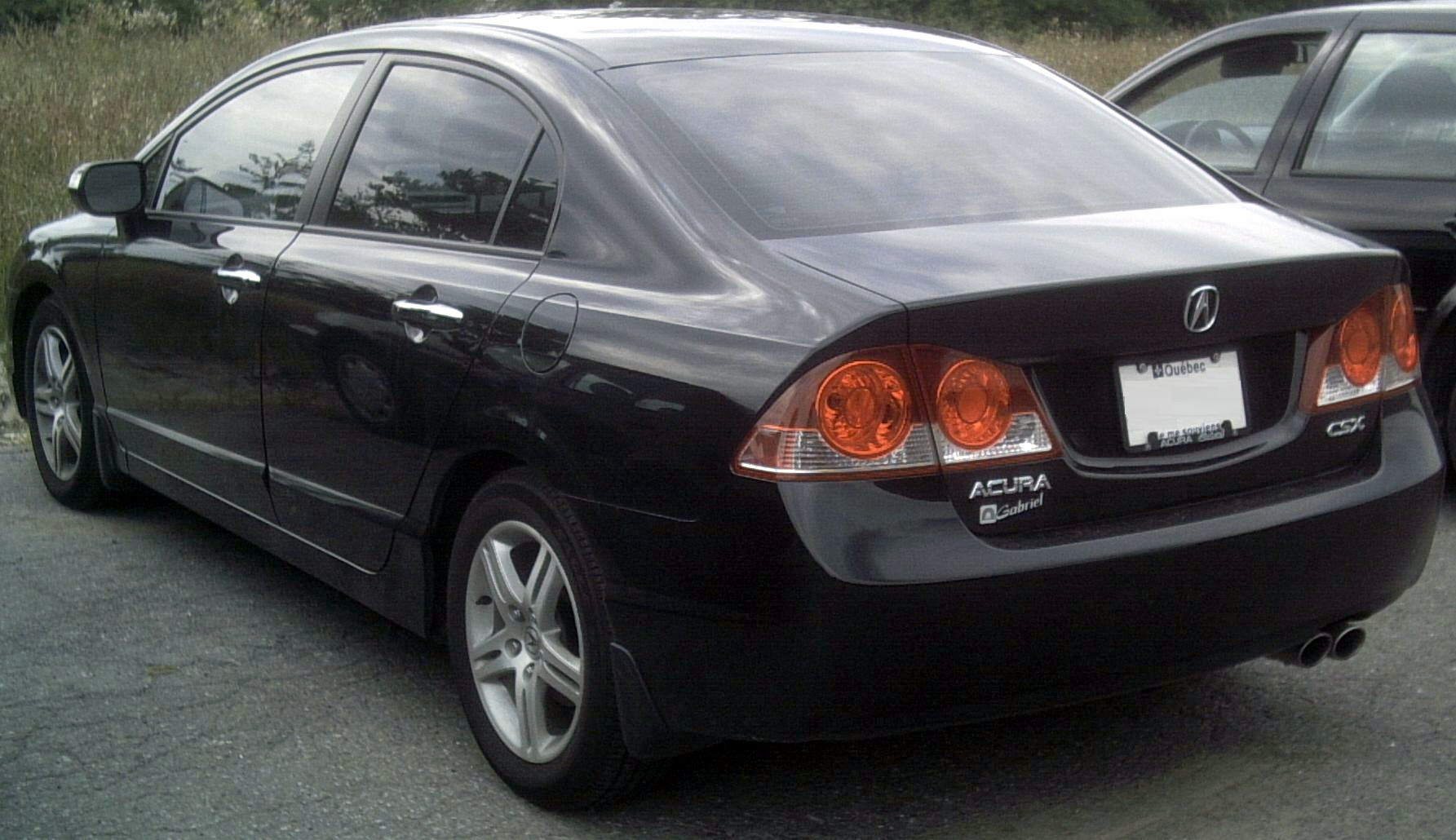
Вид сзади
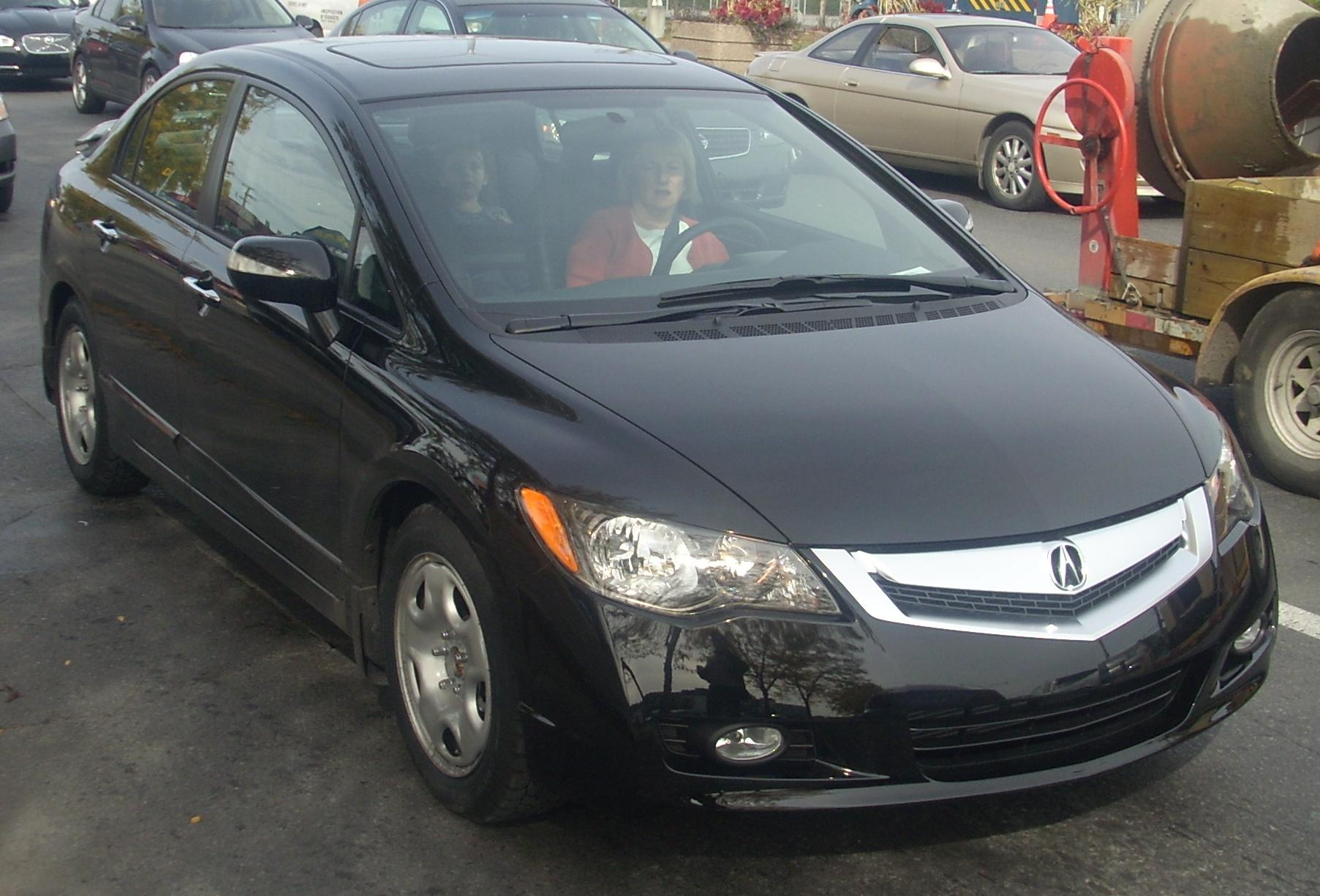
Рестайлинг передней части

### Type-S
Acura CSX Type-S поступил в продажу 6 ноября 2006 года. Рекомендованная розничная цена составляла 33400 канадских долларов. CSX Type-S имеет электронную систему контроля устойчивости Vehicle Stability Assist (сокр. VSA), 17-дюймовые колёсные диски из алюминиевого сплава со всесезонными шинами размером 215/45R17, задний спойлер со встроенным светодиодным стоп-сигналом, противотуманные фары, двуязычную навигационную систему, 350-ваттную аудиосистему с 7 динамиками, цифровой считыватель аудиокарт, эмблему Type-S и подсвеченные ниши для ног. Подвеска имеет более жёсткие пружины и утолщённые стабилизаторы поперечной устойчивости.

Автомобиль оснащён 2,0-литровым рядным четырёхцилиндровым двигателем i-VTEC мощностью 147 кВт (197 л. с.). Расход топлива на шоссе составляет 10,2 л/100 км, а по городу — 6,8 л/100 км. Минимальное октановое число — 91. Коробка передач — шестиступенчатая механическая, с дифференциалом повышенного трения.

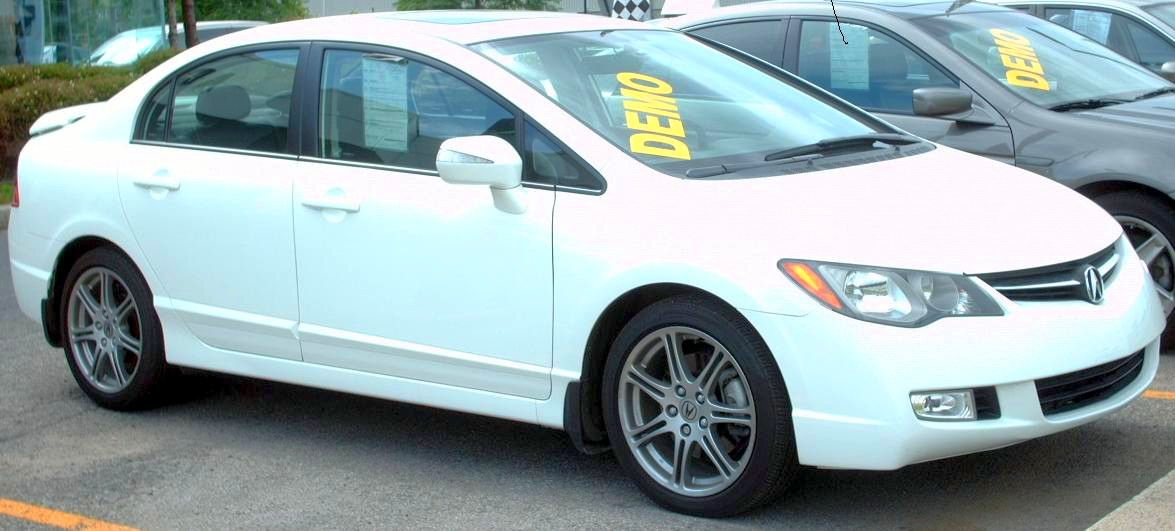
2007 Acura CSX Type-S
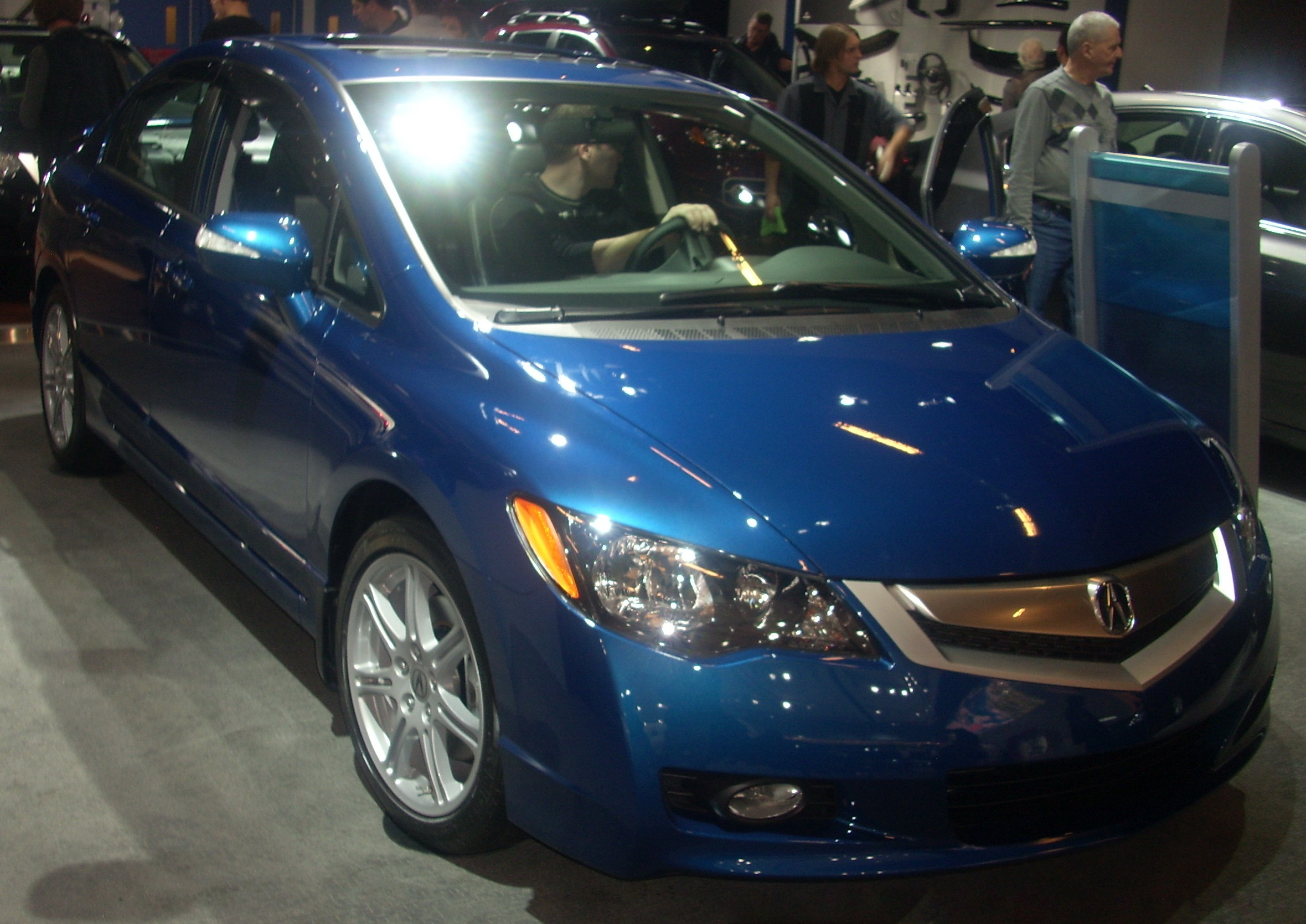
2010 Acura CSX Type-S на выставке MIAS '10

## Технические характеристики
Автомобили Acura CSX оснащены 2,0-литровым двигателем DOHC i-VTEC мощностью 116 кВт (155 л. с.) при 6000 об/мин и крутящим моментом 188 Н·м при 4500 об/мин. Коробка передач — пятиступенчатая механическая или автоматическая.